# Myrcia skeldingii
Myrcia skeldingii — це вимерлий вид рослин із родини миртових (Myrtaceae), який був ендемічним для одного місця вздовж річки Мейсон між Кларендоном і Сент-Енн, Ямайка. Він вимер через втрату середовища існування.